# Astrachaňský chanát
Astrachaňský chanát byl tatarský feudální stát, který vznikl po rozpadu Zlaté hordy. Existoval v 15. a 16. století. Hlavním městem byla Astrachaň (Xacitarxan). Zanikl roku 1556, kdy byl připojen k carskému Rusku.
Astrachaňský chanát se nacházel při ústí řeky Volhy do Kaspického moře. Pod jeho kontrolu spadalo území, dnes známé jako Astrachaňská oblast, dále též Kalmycko. Na severu sousedil s Nogajskou hordou a na západě s chanátem Krymským.
Obyvatelstvo bylo tvořeno Nogajci a astrachaňskými Tatary. Vládu nad chanátem měl chán.

## Dějiny

### Období před Astrachaňským chanátem
Od 5. století n. l. byla oblast dolní Volhy osídlena několika různými turkickými kmeny. O pár století později, po mongolské invazi se území dostalo pod kontrolu chanátu Zlatá horda. Astrachaňský chanát byl založen v roce 1460 Maxmudem Astrachaňskym, plně nezávislým se však stal o šest let později (1466) za vlády Qasima I.

### Ruské výboje a Astrachaňská anexe
Roku 1530 se Astrachaňský chanát spojil se svými krymskými a nogajskými sousedy v tažení proti Rusku. V roce 1552 byl Kazaňský chanát dobyt Ivanem Hrozným, dva roky poté (1554) se Astrachaň stala ruským vazalem, díky části astrachaňské šlechty sympatizující s Ruskem. Astrachaňský chán Darwish získal útočiště na Krymu, kde získal podporu pro vyhnání Rusů z Astrachaně. Ivan IV. poslal do Astrachaně armádu, vypálil hlavní město a území anektoval.

## Seznam vládců
Chánové Astrachaňského chanátu:
- Mäxmüd (1460–1466)
- Qasim I. (1466–1490)
- Ghabdelkarim (1490–1504)
- Qasim II. (1504–1532)
- Aq Kubek (1532–1534)
- Ghabdraxman (1534–1538)
- Darwish Ghali (1537–1538)
- Shayex Xaydar (1538–1541)
- Aq Kubek (1541–1544)
- Yaghmurchi (1544–1554)
- Darwish Ghali (1554–1557)